# 掬星台

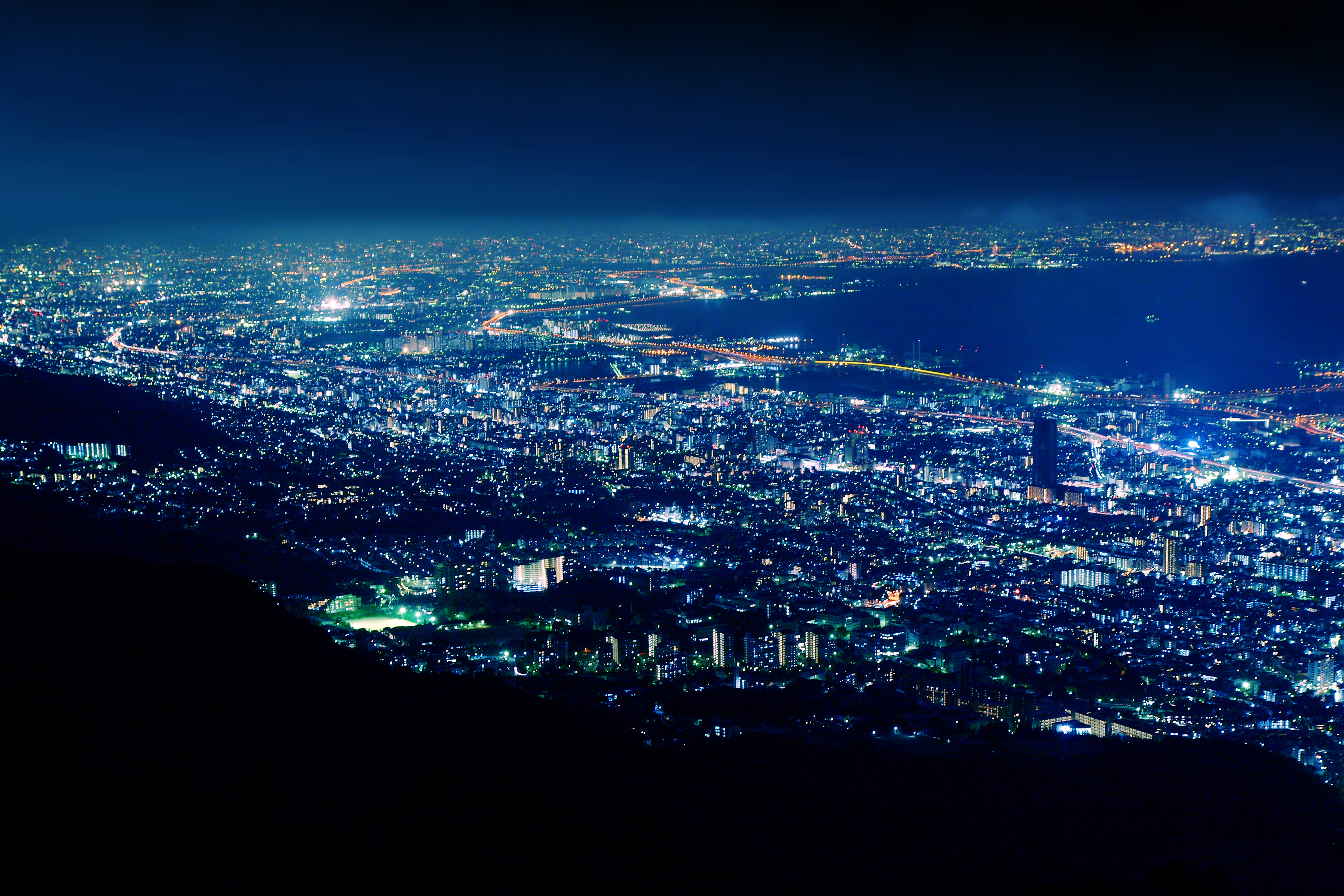
日本三大夜景と称される眺望

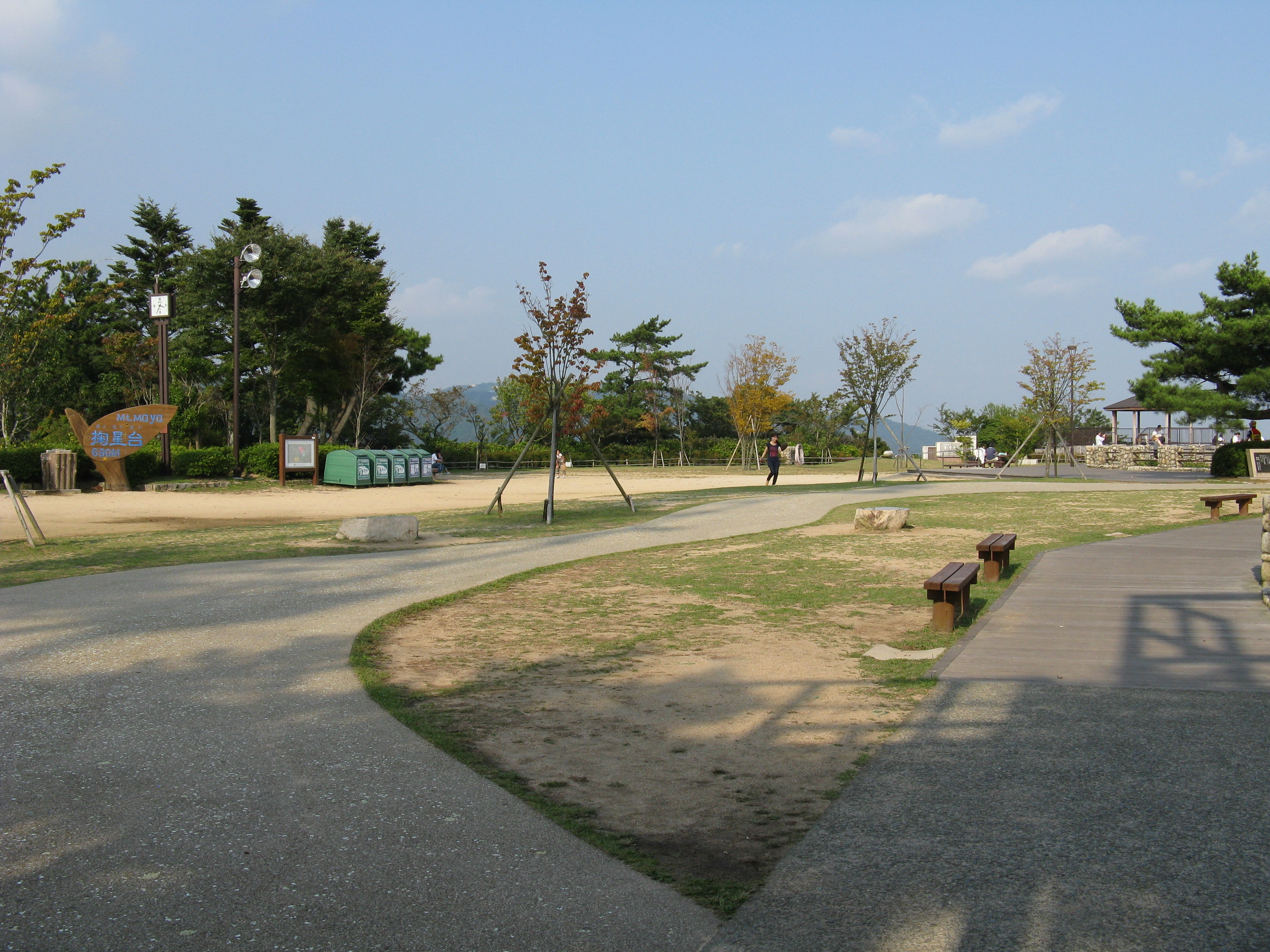
掬星台

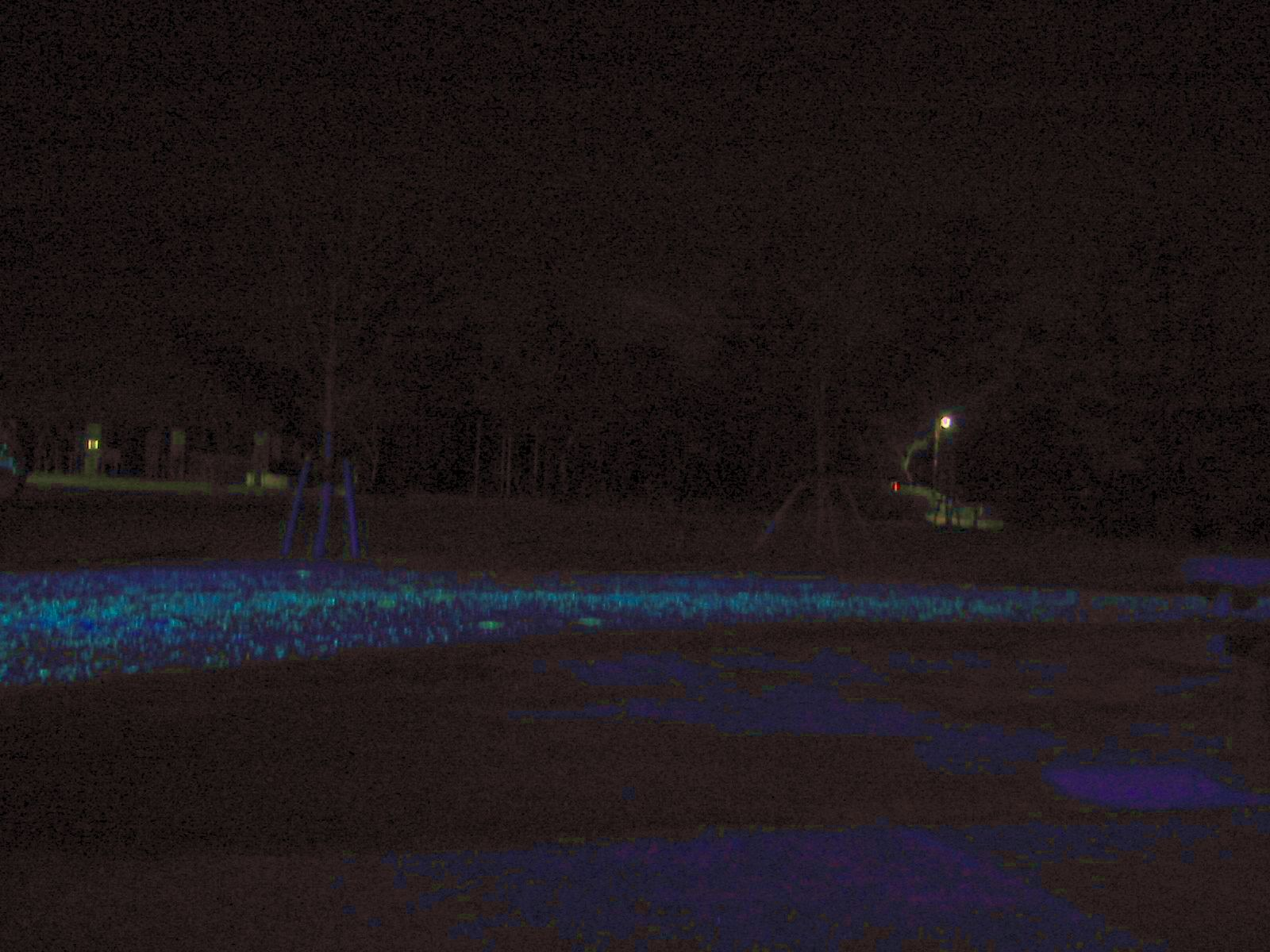
掬星台夜景。歩道が蓄光材で舗装されているため、暗くなると青色の光で浮かび上がる。

掬星台（きくせいだい）は、兵庫県神戸市の六甲山地に属する摩耶山の山頂近くにある展望広場である。日本三大夜景の一つ。

## 概要
標高690mに位置する。どんぐり山と呼ばれた小山に位置しており、高射砲陣地として切り開かれた場所である。1955年（昭和30年）の摩耶ロープウェー開業時に奥摩耶遊園地として整備された。
摩耶ロープウェーの星の駅の駅前にあり、広場の北側には摩耶自然観察園が隣接する。"手で星を掬（すく）える"ほどの絶景の夜景が遠くまで広がっていることからその名前の由来にもなっている。
星座が描かれた遊歩道「摩耶★きらきら小径」は天の川をモチーフにしたもので、蓄光材で舗装されているため夜間は歩道全体が青色の光で浮かび上がる。なお、この蓄光材は「マヤストーン」として、星の駅で販売されている。

## 所在地
- 兵庫県神戸市灘区摩耶山町

## 交通アクセス
- 摩耶ロープウェー 星の駅 徒歩すぐ
- 六甲ケーブル 六甲山上駅から六甲摩耶スカイシャトルバス「摩耶ロープウェー山上」下車すぐ

自家用車で訪れる際には、奥摩耶ドライブウェイ途中の忉利天上寺前にある駐車場で車を止めて、そこから歩くか、駐車場すぐそばにある摩耶山天上寺前バス停から六甲摩耶スカイシャトルバスに乗る必要がある。これは、道自体は掬星台まで繋がっているが、摩耶ロッジ前バス停付近から掬星台までの道は路線バスと軽車両、許可車以外の通行が禁止されている他、忉利天上寺より先には駐車場がなく、路上駐車も禁止されているためである（摩耶ロッジ前バス停付近まで走行しても引き返すしかなく、結局戻ることになる）。

## 周辺
- 摩耶自然観察園（隣接）
- 忉利天上寺
- 穂高湖

## ギャラリー

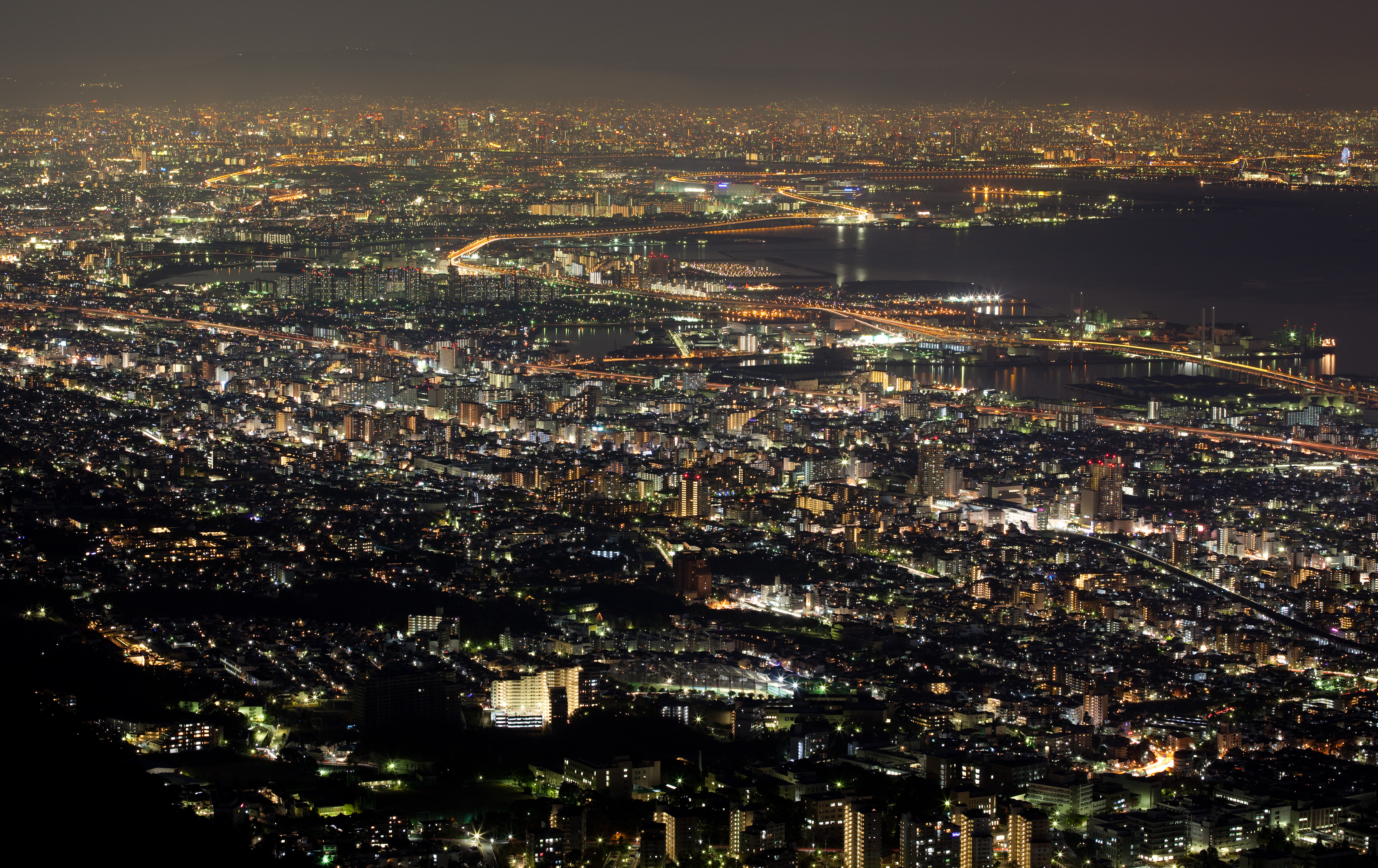
大阪港方面
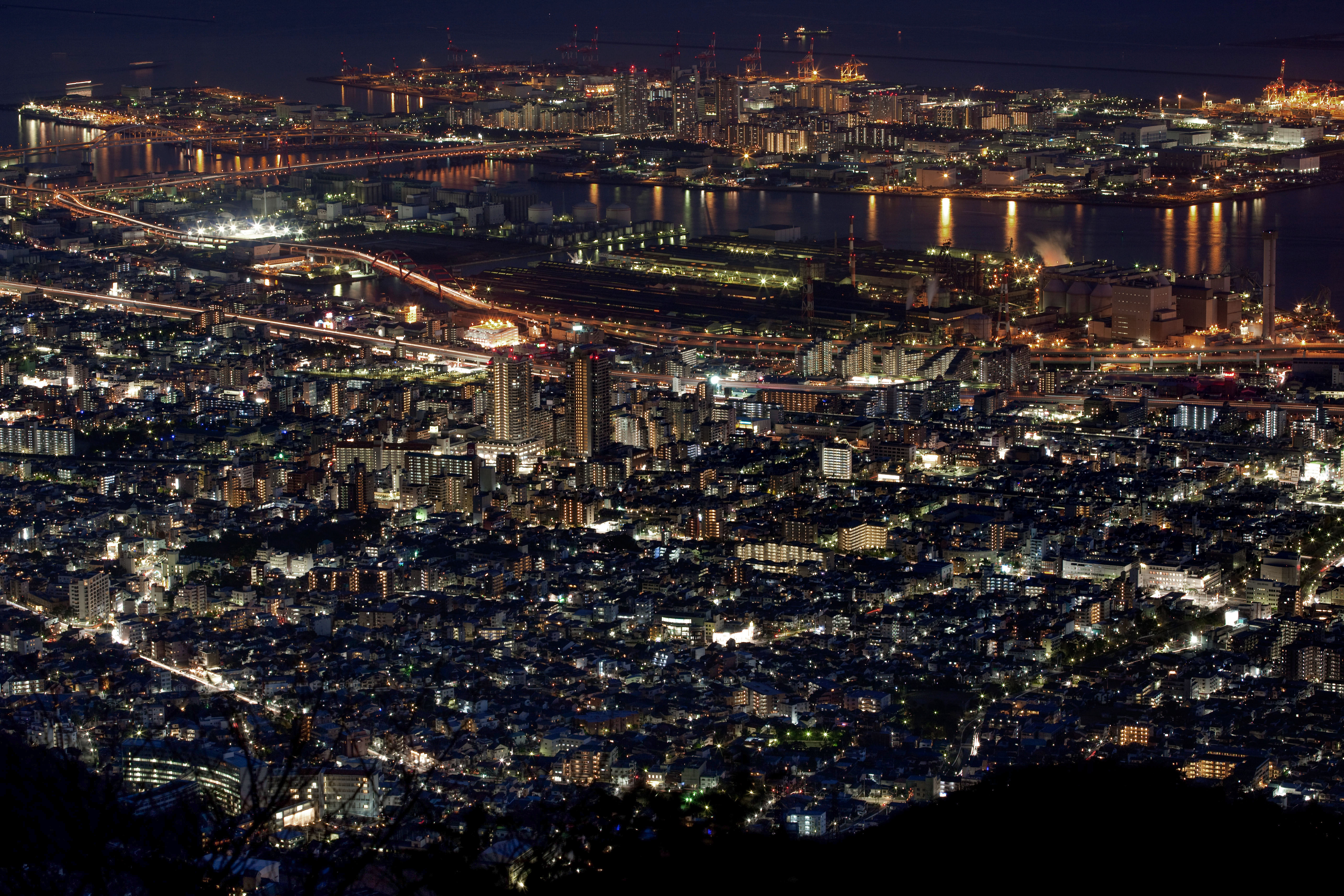
東灘区方面
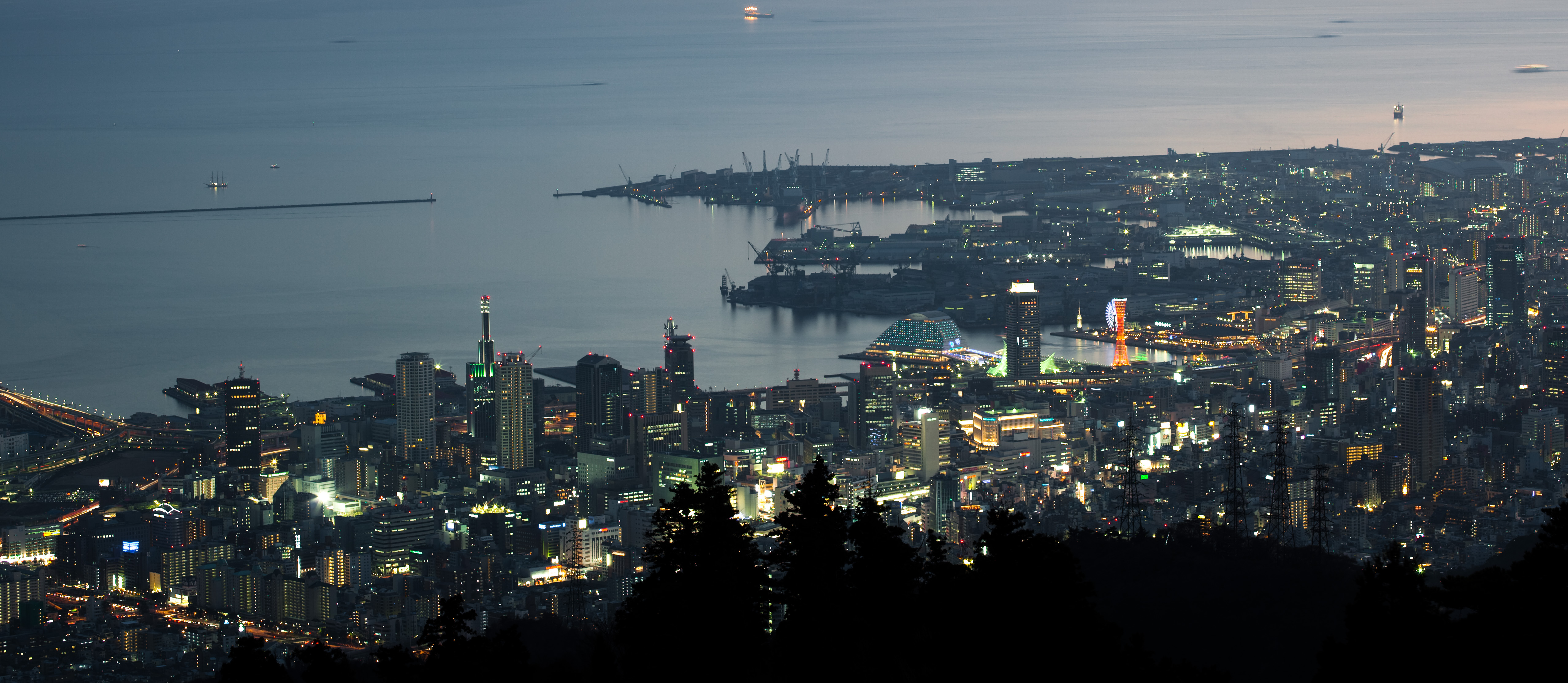
神戸市中央区方面
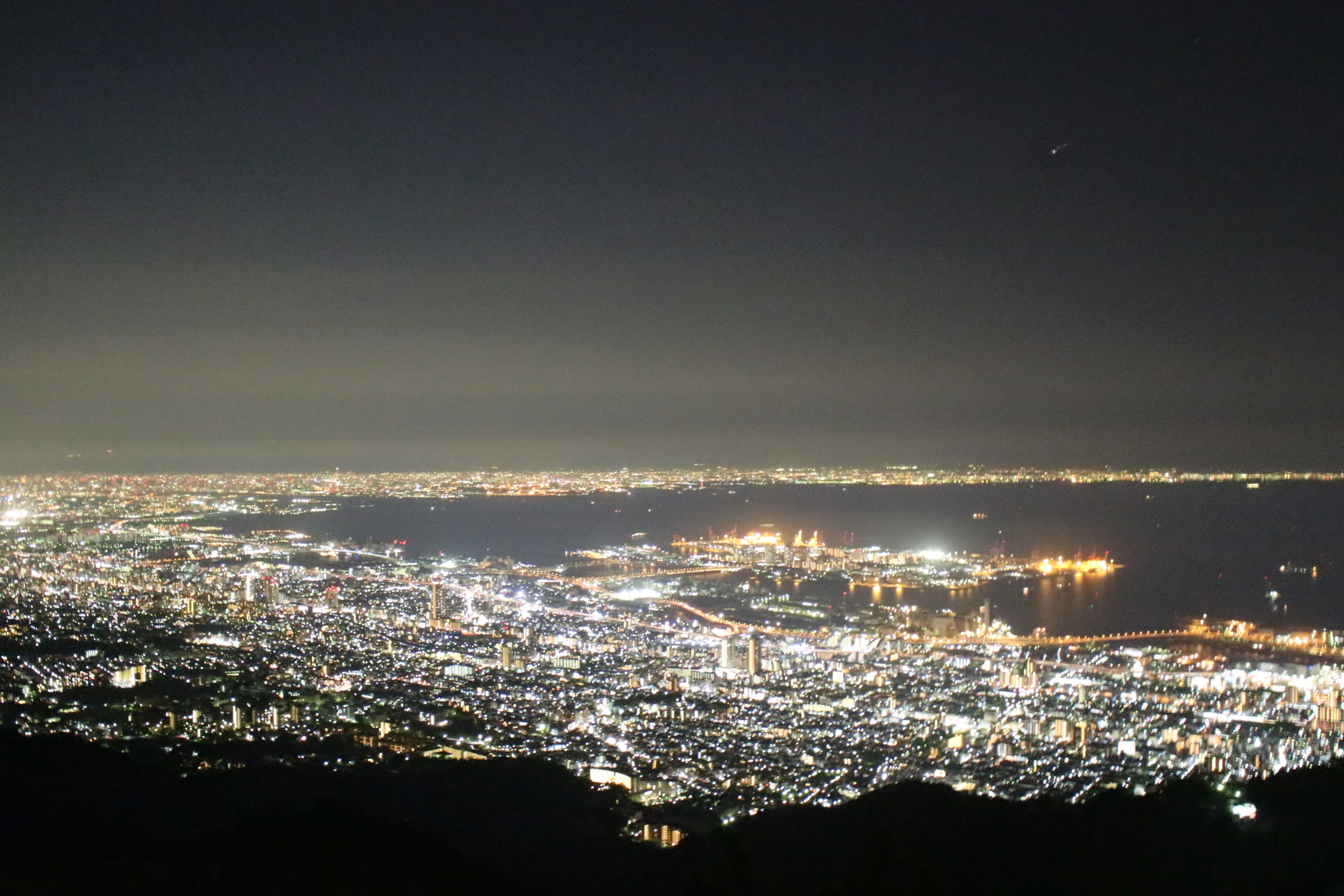
神戸市方面